# Nepheloleuca
Nepheloleuca is een geslacht van vlinders van de familie spanners (Geometridae), uit de onderfamilie Ennominae.

## Soorten
- N. absentimacula Warren, 1900
- N. complicata Guenée, 1858
- N. politia Cramer, 1776
- N. semiplaga Warren, 1894